# Jardí Botànic Jaume Salvador i Pedrol
L'any 1723, al municipi de Sant Joan Despí, es va fundar el primer jardí botànic amb intencionalitat científica d'Espanya, i un dels primers d'Europa, i el Gabinet d'Història Natural del Principat. Aquest Gabinet comptava amb importants herbaris, col·leccions de fòssils, conquilles, coralls i drogues exòtiques. Actualment, les seves col·leccions estan exposades a l'Institut Botànic de Barcelona, situat a Montjuïc.
La Llusitana era el nom amb què es coneixia la masia i el jardí botànic. També es va dir Cal Baró de la Bleda i, finalment, es va denominar Can Pau Torrents, que és el seu nom actual. Aquesta masia ara és un restaurant.
El seu fundador va ser Jaume Salvador i Pedrol, que pertanyia a la família més famosa de botànics i apotecaris de la il·lustració catalana i una figura rellevant de les ciències naturals de la seva època. Era membre del Col·legi d'Apotecaris de Barcelona i corresponsal de l'Acadèmia Reial de Ciències de París. Posteriorment, va formar part del Consell de Cent de Barcelona i l'any 1714 va participar en la defensa de la ciutat.